# Ablabesmyia quadrinotata
Ablabesmyia quadrinotata är en tvåvingeart som först beskrevs av Lundstrom 1915.  Ablabesmyia quadrinotata ingår i släktet Ablabesmyia och familjen fjädermyggor. Inga underarter finns listade i Catalogue of Life.